# Goslarer SC 08
Goslarer SC 08 is een Duitse sportclub uit Goslar, Nedersaksen. De club is voornamelijk voor zijn voetbalafdeling bekend maar is ook actief in atletiek, hockey, boogschieten en cheerleading.

## Geschiedenis
De club werd in 1908 opgericht als Kaufmännischer Sportklub 1908 Goslar. In 1919 werd de huidige naam aangenomen. De club werd zes keer kampioen van de competitie Noord-Harz, een van de tweede klassen. In 1922 promoveerde de club dan naar de nieuwe competitie van Zuid-Hannover-Braunschweig, de hoogst mogelijke speelklasse. Na enkele seizoenen degradeerde de club in 1925/26. Na één seizoen keerde de club terug. Een nieuwe degradatie volgde in 1929/30 en de club zou nooit meer terugkeren naar het hoogste niveau.
Na de Tweede Wereldoorlog werd de club heropgericht als TSV Goslar 08. De club speelde in de Landesliga Niedersachsen en werd kampioen in 1950. De club nam deel aan de eindronde om promotie naar de Oberliga Nord, maar slaagde hier niet in. De historische naam Goslarer SC 08 werd opnieuw opgenomen in 1953. In 1959 degradeerde de club naar de derde klasse en keerde in 1962 voor één seizoen terug. De club pendelde enkele jaren tussen de derde en vierde klasse en zakte in de jaren tachtig helemaal weg.
De club krabbelde langzaam weer omhoog en speelde van 1994 tot 2004 in de Verbandsliga. De volgende jaren degradeerde en promoveerde de club enkele keren. Na twee promoties op rij speelde de club in 2009/10 in de Regionalliga, maar degradeerde na één seizoen. In 2012 werd de club kampioen van de Oberliga Niedersachsen en promoveerde derhalve naar de Regionalliga Nord. In 2014 werd de club vijfde, maar daarna ging het bergaf en in 2016 degradeerde de club. Ondanks dat ze in 2016/17 in de Oberliga mochten starten degradeerde de club vrijwillig naar de Landesliga. In 2019 zakte de club nog een niveau naar de Bezirksliga.

## Eindklasseringen vanaf 1995
| Seizoen | Competitie                 | Niveau | Eindstand | DFB Pokal | Opmerking                                                                    |
| ------- | -------------------------- | ------ | --------- | --------- | ---------------------------------------------------------------------------- |
| 1994/95 | Niedersachsen-Liga Ost     | V      | 10        | --        |                                                                              |
| 1995/96 | Niedersachsen-Liga Ost     | V      | 7         | --        |                                                                              |
| 1996/97 | Niedersachsen-Liga Ost     | V      | 12        | --        |                                                                              |
| 1997/98 | Niedersachsen-Liga Ost     | V      | 6         | --        |                                                                              |
| 1998/99 | Niedersachsen-Liga Ost     | V      | 7         | --        |                                                                              |
| 1999/00 | Niedersachsen-Liga Ost     | V      | 3         | --        |                                                                              |
| 2000/01 | Niedersachsen-Liga Ost     | V      | 8         | --        |                                                                              |
| 2001/02 | Niedersachsen-Liga Ost     | V      | 3         | --        |                                                                              |
| 2002/03 | Niedersachsen-Liga Ost     | V      | 12        | --        |                                                                              |
| 2003/04 | Niedersachsen-Liga Ost     | V      | 13        | --        |                                                                              |
| 2004/05 | Landesliga Braunschweig    | VI     | 1         | --        |                                                                              |
| 2005/06 | Niedersachsen-Liga Ost     | V      | 10        | --        |                                                                              |
| 2006/07 | Niedersachsen-Liga Ost     | V      | 15        | --        |                                                                              |
| 2007/08 | Landesliga Braunschweig    | VI     | 1         | --        |                                                                              |
| 2008/09 | Niedersachsen-Liga Ost     | V      | 1         | --        | play off promotie > VfB Oldenburg, 2-1                                       |
| 2009/10 | Regionalliga Nord          | IV     | 18        | --        |                                                                              |
| 2010/11 | Oberliga Niedersachsen     | V      | 7         | --        |                                                                              |
| 2011/12 | Oberliga Niedersachsen     | V      | 1         | --        |                                                                              |
| 2012/13 | Regionalliga Nord          | IV     | 8         | --        |                                                                              |
| 2013/14 | Regionalliga Nord          | IV     | 5         | --        |                                                                              |
| 2014/15 | Regionalliga Nord          | IV     | 15        | --        |                                                                              |
| 2015/16 | Regionalliga Nord          | IV     | 16        | --        | vrijwillige degradatie naar Landesliga                                       |
| 2016/17 | Landesliga Braunschweig    | VI     | 5         | --        |                                                                              |
| 2017/18 | Landesliga Braunschweig    | VI     | 10        | --        |                                                                              |
| 2018/19 | Landesliga Braunschweig    | VI     | 16        | --        |                                                                              |
| 2019/20 | Bezirksliga Braunschweig-3 | VII    | 2         | --        | competitie afgebroken i.v.m. coronapandemie                                  |
| 2020/21 | Bezirksliga Braunschweig-3 | VII    | --        | --        | Competitie afgebroken i.v.m. Corona-pandemie. Er wordt geen stand opgemaakt. |
| 2021/22 | Bezirksliga Braunschweig-3 | VII    | 5         | --        | 1e plaats voorronde                                                          |
| 2022/23 | Bezirksliga Braunschweig-3 | VII    | 7         | --        |                                                                              |
| 2023/24 | Bezirksliga Braunschweig-3 | VII    | .         | --        |                                                                              |
| 2024/25 | Bezirksliga Braunschweig-3 | VII    | .         | --        |                                                                              |